# Алмаржен-ду-Бішпу
Алмаржен-ду-Бішпу (порт. Almargem do Bispo; МФА: [aɫ.ˈmaɾ.ʒɐ̃j du ˈbiʃ.pu]) — парафія в Португалії, у муніципалітеті Сінтра. Розташована в західній частині країни, на теренах історичної португальської провінції Ештремадура. Входить до складу округу Лісабон. За адміністративним поділом, чинним до 1976 року, терени парафії були складовою провінції Ештремадура. Належить до Лісабонського патріархату Католицької церкви. Патрон — святий Петро. Площа — 39,7991 км². Населення — 8983 ос. (2011). Сильно урбанізований регіон. Густота населення — 225,71 осіб/км²
. Код — 111103.

## Населення
| Кількість мешканців | Кількість мешканців | Кількість мешканців | Кількість мешканців | Кількість мешканців | Кількість мешканців | Кількість мешканців | Кількість мешканців | Кількість мешканців | Кількість мешканців | Кількість мешканців | Кількість мешканців | Кількість мешканців | Кількість мешканців | Кількість мешканців |
| ------------------- | ------------------- | ------------------- | ------------------- | ------------------- | ------------------- | ------------------- | ------------------- | ------------------- | ------------------- | ------------------- | ------------------- | ------------------- | ------------------- | ------------------- |
| 1864                | 1878                | 1890                | 1900                | 1911                | 1920                | 1930                | 1940                | 1950                | 1960                | 1970                | 1981                | 1991                | 2001                | 2011                |
| 2 972               | 3 098               | 3 323               | 3 411               | 4 151               | 3 595               | 4 112               | 4 362               | 4 867               | 5 324               | 5 799               | 7 544               | 8 405               | 8 417               | 8 983               |